# Semiothisa burneyata
Semiothisa burneyata là một loài bướm đêm trong họ Geometridae.